# Nechervan Idris Barzani
Nechervan Idris Barzani (kurd: نێچیرڤان به‌رزانی, Nêçîrvan Îdrîs Barzanî) (Barzan, 21 de setembre de 1966) és un polític kurd del Kurdistan del Sud. Serví com a primer ministre del govern regional des del març de 2006 fins a l'agost de 2009. És net del fundador del Partit Democràtic del Kurdistan Mustafà Barzani i nebot del president del Kurdistan, Masud Barzani.

## Biografia
Barzani va néixer el 1966 a la regió de Barzan al Kurdistan. La paraula Nêçîr vol dir cacera en llengua kurda, i Nêçîrvan vol dir el caçador. És un nom força utilitzat pels kurds. Barzani com a cognom reflecteix l'origen de l'individu a Barzan. El 1975, la seva família fou forçada a exiliar-se a l'Iran. Sovint acompanyava el seu pare Idris, en visites oficials a països de l'Orient Mitjà i europeus, un presagi de la seva carrera política futura. Després de la mort sobtada del seu pare, va agafar un paper actiu en la política kurda, treballant en organitzacions de la joventut del KDP.

## Activitat política
Barzani fou elegit pel comitè central del KDP al seu X Congrés el 1989 i reelegit al XI Congrés el 1993, quan assumí una posició al buró polític. Després de la Guerra del Golf de 1991, participà en les negociacions amb el govern iraquià. El 1996, se'l nomenava primer ministre representant de la regió controlada pel Partit Democràtic del Kurdistan al Kurdistan Iraquià. Després del procés d'unificació el 2005 entre els partits principals kurds i la formació del govern regional del Kurdistan, se celebraven eleccions. El 2006, Barzani era escollit com primer ministre del govern regional. El seu termini havia d'acabar el 2008 però després d'un acord de la coalició majoritària al poder, el termini de Barzani es va estendre fins a les eleccions de 2009.
Molts dels seguidors de Barzani creuen que ha tingut un paper important desenvolupant la regió del Kurdistan. Durant el seu termini com primer ministre, els seus seguidors anomenaven el seu gabinet com "el gabinet del desenvolupament" alabant el seu treball en el desenvolupament de la regió del Kurdistan. [Washington & Jefferson College atorgaren un grau honorífic a Barzani i la cerimònia es va celebrar el 17 de maig de 2008.